# Nationalstraße 50 (Algerien)
Die Nationalstraße 50 ist eine 700 km lange Straßenverbindung im Westen Algeriens. Sie verläuft parallel zur Grenze zwischen Algerien und Marokko, von der sie einen Abstand von etwa 100 km hält. Sie führt durch die Hammada du Guir und die Hammada du Draa nach Tindouf im Grenzgebiet zwischen Algerien, Marokko, Westsahara und Mauretanien. Von dort bestehen Straßenverbindungen zur mauretanischen Nationalstraße 1 nach Ain Ben Till und nach Al Mahbas im Westsahara-Gebiet.
Der Anfangspunkt der Nationalstraße 50 liegt südwestlich von Abadla an der Abzweigung von der Nationalstraße 6. Nach 27 km erreicht sie den Ort Hammaguir und nach weiteren 110 km Oglat Beraber, wo eine Wüstenpiste in östlicher Richtung abzweigt. Nach weiteren 304 km befindet sich eine Abzweigung nach Tinfouchy, das etwa 10 km südlich der Fernstraße liegt.